# Časová osa války Izraele s Hamásem (prosinec 2024)
Toto je část časové osy války Izraele s Hamásem. Obsahuje časové období od 1. prosince do 31. prosince 2024.

### Neděle 1. prosince
Podle palestinských zdravotníků izraelské údery zabily v Nusejratu v centrální části Pásma Gazy 6 osob a další útok zabil 3 osoby v Gaze. Ve stanovém táboře v Chán Júnisu v jižní části Pásma Gazy zabil úder 2 děti a 4 lidé byli zabiti při leteckém útoku v Rafahu, poblíž hranic s Egyptem.
UNRWA ve svém prohlášení uvedla, že dočasně pozastavila kvůli bezpečnostním obavám dodávky humanitární pomoci do Pásma Gazy. Šéf UNRWA Philippe Lazzarini řekl, že dva nedávné konvoje byly vyrabovány ozbrojenými gangy poblíž přechodu Kerem Šalom a vyzval Izrael, aby udržoval právo a pořádek. Izrael naproti tomu uvedl, že usnadňuje průchod pomoci do Gazy a obvinil Hamás z únosů a krádeží dodávek.
Podle skupiny hájící zájmy vězňů zemřeli 2 palestinští vězni z Pásma Gazy v izraelské vazbě. Tím se počet vězňů, kteří údajně zemřeli v izraelském vězení od začátku války, zvýšil na 47.
Podle palestinského ministerstva zdravotnictví počet osob zabitých v Pásmu Gazy stoupl na 44 429

### Pondělí 2. prosince
Pod egyptským patronátem se v Káhiře sešly na jednání delegace Fatahu a Hamásu s cílem dostat poválečnou Gazu pod plnou kontrolu Palestinské samosprávy. Otázka, kdo bude vládnout Gaze po válce, byla široce diskutována. Naproti tomu Izrael odmítá jakoukoli roli Hamásu v Gaze po skončení války.
Podle palestinských zdravotníků IOS bombardovaly domy při nočních útocích v severním Pásmu Gazy, včetně jednoho leteckého útoku, který zabil nejméně 15 lidí v domě ukrývajícím vysídlené lidi ve městě Bejt Lachíja.
Na základě analýzy satelitních snímků tvrdí New York Times, že IOS významně posílily svou přítomnost v centrálním Pásmu Gazy a IOS také v posledních třech měsících vybudovaly několik desítek nových základen v koridoru a kolem něj. To je podle NYT zjevný náznak toho, že se IOS připravují zůstat uvnitř palestinské enklávy alespoň v nejbližší budoucnosti.
Podle Hamásu během téměř 14 měsíců trvající války s Izraelem bylo v Pásmu Gazy zabito 33 rukojmích.
Podle palestinského ministerstva zdravotnictví počet osob zabitých v Pásmu Gazy stoup na 44 466.

### Úterý 3. prosince
Hamás a Fatah se dohodly na vytvoření výboru, který by společně řídil poválečné Pásmo Gazy. Podle plánu by se výbor skládal z 10 až 15 nestranických osobností s autoritou v záležitostech souvisejících s ekonomikou, vzděláváním, zdravotnictvím, humanitární pomocí a rekonstrukcí.
Podle analýzy videí vojáků IOS pořízených během jejich pobytu v Pásmu Gazy dospěl The Washington Post k závěru, že ze strany izraelských vojáků docházelo k akcím a chování, které by mohly porušovat jak rozkazy IOS, tak mezinárodní právo. Videa a fotografie opakovaně ukazují, jak síly IOS ničí celé budovy, včetně domů a škol, stejně jako je rabují a vypalují, na jiných vizuálech pózují izraelští vojáci vedle mrtvých těl a vyzývají k vyhlazení a vyhnání Palestinců, píše se v článku WP.
Podle palestinských zdravotníků bylo 8 lidí zabito při sérii izraelských útoků v Bejt Lachíja, další 4 byli zabiti jinde v Gaze. Další izraelský letecký útok později zabil 2 lidi a zranil další v uprchlickém táboře v Džabalíji.
Podle palestinských zdravotníků izraelský letecký útok na školu Al-Falah na předměstí Zejtoun v Gaze zabil 6 lidí a další zranil, v Rafáhu byly 3 ženy zabity izraelským bezpilotním letounem.
Podle IOS se izraelským dělostřelcům při sérii úderů podařilo zabít v centrální části Pásma Gazy mnoho operativců Hamasu, včetně nejméně 7, kteří se podíleli na masakrech Izraelců 7. října 2023.
Podle palestinského ministerstva zdravotnictví počet osob zabitých v Pásmu Gazy stoupl na 44 502.

### Středa 4. prosince
Rukojmí, jejichž těla byla nalezena v srpnu 2024 v jednom z tunelů v Chán Júnisu byli podle izraelských vyšetřovatelů popraveni svými palestinskými strážci v únoru 2024 během izraelského bombardování.
Hamás ve svém prohlášení uvedl, že je připraven popravovat rukojmí, pokud se Izrael pokusí o záchranou operaci podobnou té, kterou podnikl v červnu 2024 v Nusejratu.
Podle palestinských zdravotníků při třech izraelských náletech na oblasti v centrální části Pásma Gazy bylo zabito 11 lidí, včetně 6 dětí a 1 zdravotníka. Dalších 9 Palestinců bylo zabito palbou z tanků v Rafahu.
Podle palestinského ministerstva zdravotnictví počet osob zabitých v Pásmu Gazy stoupl na 44 532.

### Čtvrtek 5. prosince
IOS ve svém prohlášení uvedly, že během leteckého útoku v oblasti Chán Júnis zabil několik operativců Hamásu, včetně vysokého velitele vnitřních bezpečnostních sil Usámy Chaníma zodpovědného za... zavádění brutálních metod Hamásu, které zahrnovaly provádění tvrdých civilních výslechů při porušování lidských práv, pronásledování obyvatel Pásma Gazy podezřelých z odporu vůči Hamásu a pronásledování civilistů z LGBTQ+ komunity.
Podle nejmenovaného zdroje se Katar po krátkém přerušení vrátil ke své roli prostředníka ve snaze zajistit příměří ve válce mezi Izraelem a Hamásem.
Podle izraelského představitele návrh egyptské dohody o rukojmích předaný Hamásu nabízel prodloužené příměří, během něhož by byli propuštěni rukojmí kategorie humanitární. Izraelský představitel poznamenal, že návrh neobsahuje ukončení války, ale prodloužené příměří, které umožní propuštění seniorů, dětí, žen, nemocných a těžce zraněných rukojmích. Počet živých rukojmích v těchto skupinách je dnes považován za nižší než 33.
Organizace Amnesty International ve své nové zprávě obvinila Izrael ze spáchání genocidy v Pásmu Gazy během války s Hamásem a uvedla, že se snaží záměrně zničit Palestince smrtícími útoky, ničením životně důležité infrastruktury a bráněním dodávkám potravin, léků a další pomoci. Zpráva dále tvrdí, že... akce Izraele nelze ospravedlnit útokem Hamásu v Izraeli ze 7. října 2023, který válku zažehl, ani přítomností teroristických operativců v civilních oblastech. Izrael odmítl obvinění z genocidy proti němu a nazval je... antisemitskou urážkou na cti. Zprávu AI odmítly Spojené státy s tím, že... nesouhlasíme se závěry takové zprávy. Již dříve jsme řekli a stále zjišťujeme, že obvinění z genocidy jsou nepodložená. Odmítavou reakci vyjádřila i izraelská pobočka AI s tím, že... autoři zprávy dospěli k předem určenému závěru a dodala, že... ačkoli smrt a ničení v Gaze dosáhly katastrofických rozměrů, její vlastní analýza nezjistila, že by izraelské akce splňovaly definici genocidy.

### Pátek 6. prosince
IOS a Šin Bet v pátek uvedly, že při nedávných izraelských náletech na Pásmo Gazy bylo zabito několik vysokých velitelů Hamásu, včetně Nidala al-Nadžára,, který 7. října 2023 zorganizoval použití paraglidů k infiltraci Izraele. Během následující války byl zodpovědný za protivzdušnou obranu Hamásu a prováděl útoky bezpilotními letouny naloženými výbušninami proti izraelským jednotkám operujícím v Pásmu Gazy.
Podle Hussama Abú Safíji, ředitele nemocnice Kamal Adwan v Bejt Lahíja... izraelské síly vtrhly do nemocnice v noci na pátek a vyhnaly některé zaměstnance a vysídlené lidi, než se stáhly. Těly lidí zabitých leteckými údery byly posety ulice. IOS tato tvrzení popřela s tím, že... nezasáhla nemocnici Kamal Adwan ani v ní neoperovala.
Podle prohlášení IOS a Šin bet byl při nedávném náletu zabit, společně s dalšími veliteli Hamásu i Majdi Aqilán, který byl podle IOS zástupcem velitele praporu a velitelem roty a jedním z velitelů, kteří vedli masakr a braní rukojmích v Nahal Oz 7. října 2023.
Podle palestinského ministerstva zdravotnictví počet osob zabitých v Pásmu Gazy stoupl na 44 612.

### Sobota 7. prosince
Hamás zveřejnila propagandistické video, které rukojmího Matana Zangaukera. Ten byl unesen příslušníky Hamásu ze svého domova v kibucu Nir Oz ráno 7. října 2023.
Podle palestinských zdravotníků zabily izraelské nálety v Pásmu Gazy nejméně 20 Palestinců, z nichž podle svědků nejméně 8 byli civilisté. Podle agentury Reuters není možné nezávisle ověřit, zda zbytek zabitých byli bojovníci.
Podle Asharq Al-Awsat představitelé Hamásu kontaktovali jiné palestinské skupiny, aby získali aktuální informace o stavu rukojmích, které tyto skupiny zadržují. Podle Izraele v Gaze zůstává 100 rukojmích, živých i mrtvých.
Podle palestinského ministerstva zdravotnictví počet osob zabitých v Pásmu Gazy stoupl na 44 664.
Podle IOS počet izraelských vojáků padlých v Pásmu Gazy stoupl na 383.

### Neděle 8. prosince
Podle palestinských zdravotníků izraelské síly ostřelovaly nemocnici Kamal Adwan v Bejt Lahíja, poškodily elektrické a kyslíkové pumpy a narušily urgentní operace. Podle Hussáma Abu Safíji, ředitele nemocnice... situace je extrémně nebezpečná. Máme pacienty na jednotce intenzivní péče a další čekají na operace. Přístup na operační sály je možný pouze po obnovení dodávek elektřiny a kyslíku.
Podle New York Times dokumenty předané izraelskými představiteli dokazují, že nejméně 24 lidí zaměstnaných ve školách UNRWA v Pásmu Gazy bylo členy Hamásu, Palestinského islámského džihádu a dalších skupin. Podle NYT... mnoho operativců zaměstnaných ve školách UNRWA zastávalo vedoucí pozice, jako je ředitel nebo zástupce ředitele, zatímco jiní byli učitelé nebo školní poradci.
Podle IOS musela být dočasně uzavřena trasa pro humanitární konvoje od přechodu Kerem Šalom, neboť byla na tento prostor vedena minometná palba. Po eliminaci hrozby byla, podle IOS trasa znovu otevřena.
Podle palestinského ministerstva zdravotnictví počet osob zabitých v Pásmu Gazy stoupl na 44 708.

### Pondělí 9. prosince
Podle palestinských zdravotníků izraelské údery v centrální části Pásma Gazy během noci zabily nejméně 6 lidí, včetně jedné ženy.
Izraelská policie vznesla obvinění z terorismu proti 3 Palestincům zajatým v Pásmu Gazy. Viní je... z příslušnosti k teroristické organizaci a úmyslu spáchat útoky proti civilistům a bezpečnostním silám v Izraeli.
Podle izraelského ministra zahraničí Gideona Saara je Izrael otimističtější ohledně možné dohody o rukojmích v Gaze. V Gaze nebude příměří bez dohody o rukojmích, řekl ministr. Podle nejmenovaného palestinského představitele Hamás požádal ostatní odbojové frakce v Gaze, aby začaly uvádět jména izraelských a zahraničních rukojmích ve svém držení, a to ať už mrtvých nebo živých.
Podle nejmenovaného představitele delegace Hamásu v Káhiře předala seznam starých nebo zdravotně nemocných rukojmích, která by měla být propuštěna v počátečních fázích navrhovaného příměří, a to včetně čtyř rukojmích s americkým občanstvím, která nespadají do předchozí kategorie, ale která budou osvobozena.
Podle The New York Times dokumenty zabavené během bojů v Pásmu Gazy izraelskou armádou dokazují, že 24 zaměstnanců ve 24 různých školách UNRWA, většinou ředitelů nebo jejich zástupců, jsou registrovanými členy Hamásu nebo Palestinského islámského džihádu. Asi polovina z nich vlastní zbraně, včetně útočných pušek a ručních granátů poskytnutých odbojovými organizacemi, nebo se účastnila výcviku v rámci těchto organizací.
Podle ředitele nemocnice Kamal Radwan Hossama Abú Safijeha nedávné izraelské ostřelování a bombardování vážně poškodilo nemocnici a přerušilo dodávky vody a elektřiny do jejích částí. Situace je extrémně nebezpečná. Máme pacienty na jednotce intenzivní péče a další čekají na operace. Přístup na operační sály je možný pouze po obnovení dodávek elektřiny a kyslíku, řekl Safijeh.
Podle palestinského ministerstva zdravotnictví počet osob zabitých v Pásmu Gazy stoupl na 44 758.
Podle IOS počet izraelských vojáků padlých v Pásmu Gazy stoupl na 386.

### Úterý 10. prosince
Podle IOS IDF bylo při leteckém útoku zabito 10 operativců Hamásu, kteří se podíleli na smrti 3 vojáků IOS v severní části Pásma Gazy 9. prosince.
Podle palestinských zdravotníků zabil izraelský nálet v Bejt Hanúnu 25 osob a zranil desítky dalších. Letecký útok na dům v uprchlickém táboře Nusejrat v centrální části Pásma Gazy zabil nejméně 7 lidí.
Charitativní organizace World Central Kitchen (WCK) propustila desítky Palestinců, kteří pro ni pracují v Pásmu Gazy poté, co Izrael uvedl, že nejméně 62 zaměstnanců WCK je napojeno na palestinské odbojové skupiny.
Podle palestinského ministerstva zdravotnictví počet osob zabitých v Pásmu Gazy stoupl na 44 786.

### Středa 11. prosince
Podle palestiských zdravotníků izraelský útok v Bejt Lahíja zabil nejméně 22 lidí, včetně žen a dětí. V Bejt Hanúnu izraelský nálet zabil a zranil několik lidí, aniž by byl uveden přesný počet obětí. Nejméně 7 Palestinců bylo zabito a několik dalších zraněno při izraelském leteckém útoku na dům v uprchlickém táboře Nusejrat.  Dalších 9 lidí bylo zabito při třech samostatných izraelských náletech na dva domy a skupinu osob v Gaze.
Podle IOS byly na Izrael z Pásma Gazy vypáleny 4 rakety. První dvojice raket zasáhla otevřená prostranství a druhá byla zachycena systémy protivzdušné obrany. Dopady raket, ani trosek nezpůsobily žádné škody.
Valné shromáždění OSNv rezoluci přijaté 158 hlasy ve 193členném shromáždění požadovalo okamžité, bezpodmínečné a trvalé příměří mezi Izraelem a palestinskou skupinou Hamás v Pásmu Gazy a okamžité propuštění všech rukojmích.
Podle IOS byli při dvou samostatných náletech v Pásmu Gazy zabiti 2 velitelé Hamásu, kteří se 7. října 2023 účastnili útoku na Izrael 7. října 2023. Podle IOS jedním z nich byl Fahmi Selmi, vysoký velitele elitní jednotky Hamásu a druhým byl Salah Dahman, šéf paraglidingové jednotky Hamásu v oblasti Džabalíja.
Podle palestinského ministerstva zdravotnictví počet osob zabitých v Pásmu Gazy stoupl na 44 805.

### Čtvrtek 12. prosince
Podle palestinských zdravotníků při izraelském náletu na objekt pošty v Nusejratu využívaném jako útočiště pro vysídlené zahynulo 33 osob. Podle IOS byl útok veden na vysoce postaveného člena PID. IOS zároveň obvinily PID z využívání civilní infrastruktury a civilistů jako lidských štítů.
IOS uvedly, že při leteckém útoku na velitelské centrum Hamásu umístěné ve škole al-Hurríja, v Gaze zabily velitele Hamásu Ammara Daloula, šéfa oddělení ve výrobní divizi Hamásu a velitele roty v praporu Zejtún a několik dalších operativců, včetně jednoho, který se účastnil útoku 7. října. 
Podle agentury WAFA bylo při izraelském bombovém útoku na obytnou budovu v ulici al-Džalá v Gaze zabito 7 osob, včetně žen a dětí. Při úderu v Rafahu bylo zabito 13 osob a nejméně 30 jich bylo zraněno. V Chán Júnisu  bylo několik mužů zraněno, když zajišťovali bezpečnost dodávek pomoci.
Podle IOS zaútočilo izraelské letectvo v Gaze na 2 skupiny osob, které se pokoušely ukořistit humanitární pomoc a předat ji Hamásu, samotný náklad nebyl zasažen. Podle Hamásu při útocích zahynulo 13 osob a jednalo se o osoby zajišťující bezpečnost vozidel s humanitární pomocí. Podle zdroje blízké Hamásu, mnoho z těch, kteří byli zabiti při útocích, mělo vazby na Hamás.
Hamás v prohlášení uvítal přijetí rezoluce Valného shromáždění OSN požadující příměří v Gaze, které... umožní civilistům v Pásmu Gazy okamžitý přístup k základním službám a humanitární pomoci. Rezoluce vyzývá k... okamžitému, bezpodmínečnému a trvalému příměří a okamžitému a bezpodmínečnému propuštění všech rukojmích.
Podle zprávy organizace Reportéři bez hranic (RBH) zabila izraelská armáda v roce 2024 při práci 18 novinářů, z toho 16 v Gaze a 2 v Libanonu. RBH zároveň obvinila Izrael z... masakrování novinářů. Izrael popírá úmyslné cílení na novináře, ale připustil zabití novinářů při leteckých útocích na vojenské cíle. Zároveň uvedl několik členů palestinských militantních skupin využívalo své novinářské aktivity jako zástěrku pro své činy.
Podle palestinského ministerstva zdravotnictví počet osob zabitých v Pásmu Gazy stoupl 44 835

### Pátek 13. prosince
Nutnost souhlasu Hamásu s dohodou o příměří v Pásmu Gazy vyjádřil americký ministr zahraničí Antony Blinken při rozhovorech s tureckým prezidentem a ministrem zahraničí.
IOS v prohlášení informovaly, že protivzdušná obrana zničila 2 rakety vystřelené z Pásma Gazy a mířící na Aškelon. K odpalu raket se přihlásil PID.
Izraelské jednotky operující v okolí Bejt Lahíja v severní části Pásma Gazy nalezly a zničily tři podzemní vícehlavňová odpalovací zařízení se založenými raketami.
Podle palestinského ministerstva zdravotnictví počet osob zabitých v Pásmu Gazy stoupl na 44 875

### Sobota 14. prosince
Podle IOS byla odpalovací zařízení použitá k odpálení dvou projektilů na Aškelon v pátek 13. prosince umístěna asi 50 metrů od skladů používaných mezinárodními humanitárními organizacemi operujícími v Pásmu Gazy. V noci zahájily izraelské bojové letouny v této oblasti nálety, které se zaměřily na sklady zbraní a palestinské operativce.
Podle palestinských zdravotníků nejméně 10 lidí bylo zabito při izraelském leteckém útoku poblíž budovy magistrátu v Dejr Al-Baláh v centrálním části Pásma Gazy. podle IOS byl cílem útoku Al-Jaru, který starostou Dajr al-Balah a zároveň spolupracovník Hamásu. Během jiného útoku byl v Gaze zabit palestinský novinář Mohammed Baalousha, který pracoval pro dubajskou televizi Al Mashhad.
Egyptský prezident Abdel Fattah al-Sisi jednal s americkým poradcem pro národní bezpečnost Jakem Sullivanem a americkým vyslancem pro Blízký východ Brettem McGurkem. Předmětem jednání bylo úsilí o dosažení příměří v Pásmu Gazy a dohody o rukojmích.
Podle palestinského ministerstva zdravotnictví počet osob zabitých v Pásmu Gazy stoupl na 44 930.

### Neděle 15. prosince
Podle médií zahynulo při izraelském útoku v Chán Júnisu na jihu Pásma Gazy nejméně 20 lidí, včetně žen a dětí. Další 3 samostatné izraelské vzdušné údery v Gaze si vyžádali 11 obětí. Při úderech ve městech Bajt Lahíja, Bajt Hanún a uprchlickém táboře Džabálija zahynul neuvedený počet osob.
Podle zprávy organizací Fifty Global Research Group a Mezinárodního institutu sociálních a právních studií ministerstvo zdravotnictví v Gaze pod vedením Hamásu... systematicky nafukuje počet obětí tím, že nerozlišuje mezi civilními a bojovými mrtvými, nadhodnocuje úmrtí mezi ženami a dětmi a dokonce zahrnuje i jednotlivce, kteří zemřeli před začátkem konfliktu. To vede k narativu, kde jsou Izraelské obranné síly vykreslovány jako nepřiměřeně zaměřené na civilisty, zatímco skutečná čísla naznačují, že významná část mrtvých jsou bojovníci.
Podle prohlášení Al-Džazíry byl při izraelském útoku bezpilotním prostředkem na uprchlický tábor al-Nusejrat v centrální části Pásma Gazy zabit kameraman Al-Džazíry Ahmed al-Louh. Al-Louh je pátým novinářem Al-Džazíry, který byl zabit od začátku války v Gaze.Podle IOS byl Ahmed Al-Louh bývalým velitelem čety PID a v okamžiku útoku se nacházel v prostorách velitelského střediska sídlícího v kancelářích organizace civilní obrany Gazy v Nusejratu. Společně s ním, podle IOS zahynulo několik operativců Hamásu a PID.
Izraelský nálet v budově obecního úřadu Dajr al-Balah v centrální části Pásma Gazy v sobotu zabil starostu tohoto města Diaba Emada Aliho Abd al-Rahman al-Jaro. Toho IOS a Šin bet vinily z aktivní účasti na operacích Hamásu v oblasti Dajr al-Balláh, udržování nepřetržitého kontaktu s představiteli vojenského křídla Hamásu a poskytování bojové pomoci proti jednotkám IOS.
Podle palestinského ministerstva zdravotnictví počet osob zabitých v Pásmu Gazy stoupl na 44 976.

### Pondělí 16. prosince
Izraelský ministr obrany Israel Kac vyjádřil před poslanci Knesetu názor, že Izrael je blíže než kdy jindy k uzavření dohody s Hamásem o osvobození rukojmích držených v Gaze.
Izraelský premiér Benjamin Netanjahu hovořil s nově zvoleným americkým prezidentem Donaldem Trumpem o vývoji v Sýrii a nedávném tlaku na zajištění propuštění izraelských a zahraničních rukojmích držených Hamásem v Gaze. Podle Netanjahua... je to jedna z hlavních zahraničních výzev, kterým bude Trump čelit, až se ujme úřadu.
Podle palestinského ministerstva zdravotnictví počet osob zabitých v Pásmu Gazy stoupl 45 000.

### Úterý 17. prosince
IOS ve svém prohlášení uvedly, že v Džabalíji, na severu Pásma Gazy lokalizovaly a následně zničily tunelovou šachtu, která byla napojena na 500 m dlouhý tunel. Ten použili ozbrojenci Hamásu při útoku na izraelské jednotky 10. října. Při útoku zahynuli 3 izraelští vojáci.
Podle palestinských zdravotníků zabil izraelský nálet na dům na předměstí Daraj v Gaze 10 osob. Další 4 lidé zahynuli při dvou samostatných náletech v Bajt Lahíja.
V Rafahu izraelské jednotky postupovaly v blízkosti hranice s Egyptem směrem k západní části oblasti Mawasi, které je v současnosti vyhlášeno jako humanitární oblast. Palba tanků v oblasti donutila desítky rodin, které se zde ukrývaly, uprchnout na sever směrem k Chán Júnisu.
Podle palestinského ministerstva zdravotnictví počet osob zabitých v Pásmu Gazy stoupl na 45 059.
Podle IOS počet izraelských vojáků padlých v Pásmu Gazy stoupl na 386.

### Středa 18. prosince
IOS jako předběžné varování před ofenzívou nařídili obyvatelům 4 bytových bloků v Bureiji, aby opustili své domovy. Podle IOS právě z tohoto prostoru odpálili operativci Hamásu rakety proti Izraeli.
Podle nejmenovaného zdroje z Hamásu se dohoda o příměří v Gaze dá očekávat do konce tohoto týdne, pokud nenastanou nové komplikace. Většina otázek byla vyřešena a dohoda je blízko, pouze o několika podrobnostech se stále diskutuje, sdělil zdroj.
Podle palestinských zdravotníků zabil izraelský nálet v Bajt Hanúnu 4 osoby, nejméně 10 lidí zahynulo při náletu v Bajt Lahíja na severu Pásma, zatímco 6 lidí bylo zabito při samostatných náletech v Gaze, v uprchlickém táboře Nusejrat a v Rafahu poblíž hranice s Egyptem.
Podle palestinského ministerstva zdravotnictví počet osob zabitých v Pásmu Gazy stoupl na 45 097.

### Čtvrtek 19. prosince
Organizace Lékaři bez hranic (LBH) ve své zprávě obvinila Izrael z etnických čistek v Pásmu Gazy a poukázala na útoky na zdravotnické služby a personál. Zpráva zdokumentovala 41 útoků na personál lékařské skupiny, včetně leteckých útoků na zdravotnická zařízení a přímé palby na humanitární konvoje. Vidíme jasné známky etnických čistek, protože Palestinci jsou násilně vyháněni, vězněni a bombardováni, řekl Christopher Lockyear, generální tajemník Lékařů bez hranic. Podle izraelského ministerstva zahraničí... týmy Lékařů bez hranic viděly na vlastní oči, jak Hamás systematicky využívá nemocnice k teroristickým aktivitám a operacím – přesto se rozhodly lhát.
Podle palestinských zdravotníků zabily izraelské nálety nejméně 10 Palestinců ve dvou přístřešcích pro vysídlené rodiny a zranily několik dalších lidí v Gaze.
Podle agentury Reuters se vyjednavači při rozhovorech v Egyptě a Kataru snaží uzavřít dohodu o pozastavení 14 měsíců trvající války v enklávě ovládané Hamásem. Dohoda by zahrnovala propuštění rukojmích zajatých v Izraeli 7. října 2023 spolu s palestinskými vězni drženými Izraelem. Podle zdroje seznámeného s vyjednáváním Hamás prosazoval dohodu o jednom balíčku, ale Izrael chtěl postupnou dohodu. V úterý strany diskutovaly o počtech a kategoriích, těch, kteří mají být propuštěni.
Podle organizace Human Rights Watch (HRW) Izrael zabil tisíce Palestinců v Gaze tím, že jim odepřel čistou vodu, což se podle ní právně rovná aktům genocidy a vyhlazování. Tato politika se také rovná aktu genocidy podle Úmluvy o genocidě z roku 1948, píše se ve zprávě. Izrael tato tvrzení odmítl a izraelské ministerstvo zahraničí zveřejnilo zprávu, ve které nazvalo tvrzení HRW lží.
Podle palestinského ministerstva zdravotnictví počet osob zabitých v Pásmu Gazy stoupl na 45 129.

### Pátek 20. prosince
Podle civilní obrany v Pásmu Gazy zabily izraelské nálety nejméně 25 osob, včetně dětí. Část mrtvých byla nalezena po útoku v Džabalíji.
Podle palestinských zdravotníků izraelský nálet zabil nejméně 7 Palestinců, včetně 4 dětí, a zranil 16 dalších lidí, když zasáhl byt v Jaffě v uprchlickém táboře Nusejrat.
IOS odmítly zprávu uveřejněnou izraelským deníkem Ha'arec, který zveřejnil výpovědi nejmenovaných izraelských vojáků sloužících v Gaze a popisujících nevybíravé zabíjení civilistů v koridoru Necarim. IOS tato tvrzení odmítly s tím, že...všechny aktivity a operace prováděné silami IOS v Pásmu Gazy, včetně koridoru Necarim, jsou prováděny v souladu se strukturovanými bojovými postupy, plány a operačními rozkazy schválenými nejvyššími veliteli IOS.
IOS podle vlastního vyjádření v Bajt Lahíja v severní části Pásma Gazy zničila 3 tunely, přičemž v jednom z tunelů vojáci našli vybavení IOS, které příslušníci Hamásu ukradli během svého útoku 7. října 2023, spolu se zbraněmi a mapami izraelských pohraničních komunit.
Podle palestinského ministerstva zdravotnictví počet osob zabitých v Pásmu Gazy stoupl na 45 206.

### Sobota 21. prosince
Krutostí nazval papež František počínání IOS v Pásmu Gazy. Včera byly děti bombardovány, řekl papež. To je krutost. Tohle není válka. Chtěl jsem to říct, protože se to dotýká srdce.
Hamás, Palestinský islámský džihád a Lidová fronta pro osvobození Palestiny ve společném prohlášení po jednání v Káhiře uvedly, že dohoda o příměří je blíže, než kdy jindy. Možnost dosažení dohody o příměří a dohody o výměně zajatců je blíže než kdy jindy, za předpokladu, že nepřítel přestane vnucovat nové podmínky, píše se v prohlášení.
Podle médií Izrael trvá na tom, že vyjednavačům předloží seznam se jmény 70 až 100 palestinských vězňů, které odmítne propustit jako součást dohody. Mezi nimi je Marwán Barghútí, vůdce první a druhé palestinské intifády. Izrael také trvá na seznamu všech živých rukojmí, která by měla být propuštěna v první fázi příměří.
Podle palestinských zdravotníků bylo 5 lidí, včetně dvou dětí zabito při izraelském leteckém útoku na dům v uprchlickém táboře Nusejrat v centrální části Pásma Gazy. Podle palestinského ministerstva zdravotnictví v Gaze pokračuje intenzivní a těžké bombardování nemocnice Kamal Adwan v severní Gaze.
Podle palestinského ministerstva zdravotnictví počet osob zabitých v Pásmu Gazy stoupl na 45 227.

### Neděle 22. prosince
IOS ve svém prohlášení uvedly, že brigáda IOS Kfir dokončila operaci proti Hamásu v Bajt Lahíja v severní části Pásma Gazy a nyní operuje v oblastech západně od Bajt Hanúnu. Během operace izraelští vojáci zabili mnoho palestinských ozbrojenců a zničili infrastrukturu palestinských ozbrojených skupin nad zemí i pod zemí.
Poté, co Izrael nařídil uzavření a evakuaci nemocnice Kamal Adwan, hledají palestinští zdravotníci způsob, jak dopravit stovky pacientů a personálu do bezpečí. V současné době máme v nemocnici téměř 400 civilistů, včetně dětí na novorozeneckém oddělení, jejichž životy závisí na kyslíku a inkubátorech. Nemůžeme tyto pacienty bezpečně evakuovat bez pomoci, vybavení a dostatku času, řekl Abu Safíja, ředitel nemocnice. 
Podle IOS a Šin bet byl při včerejším leteckém útoku v Gaze byl zabit vysoký člen všeobecných bezpečnostních sil Hamásu Tharwat Muhammad Ahmad al-Bajk, který působil jako šéf bezpečnostního ředitelství ve Všeobecné bezpečnostní službě Hamásu. Al-Bajk byl podle IOS zabit ve velitelském středisku Hamásu umístěném ve škole Musa Ibn Nusayr ve čtvrti Daraj.
Podle palestinského ministerstva zdravotnictví počet osob zabitých v Pásmu Gazy stoupl na 45 259.

### Pondělí 23. prosince
Nejmenovaný izraelský představitel řekl, že Hamás poskytl důkazy o životě několika rukojmích. Podle tohoto představitele Izrael ví, kde se nachází většina rukojmích, ale odmítl sdělit, zda palestinská skupina poskytla seznam živých rukojmích, která zadržuje.
Podle humanitární organizace Oxfam za dva a půl měsíce distribuovalo v severní části Pásma Gazy jídlo a vodu jen 12 nákladních automobilů. Podle organizace je důvodem záměrné zpožďování a systematické obstrukce ze strany izraelské armády.
Podle palestinského ministerstva zdravotnictví počet osob zabitých v Pásmu Gazy stoupl na 45 317.
Podle IOS počet izraelských vojáků padlých v Pásmu Gazy stoupl na 391.

### Úterý 24. prosince
IOS vydaly prohlášení, ve kterém uvedly, že byla ukončena operace proti Hamásu v indonéské nemocnici v severní části Pásma Gazy. Během ní bylo zabito nejméně 5 palestinských ozbrojenců a několik operativců bylo zadrženo. Podle IOS bylo v uplynulém měsíci z nemocnice zahájeno několik útoků proti izraelským vojákům, včetně protitankové palby.
IOS ve svém prohlášení připustily, že akce izraelské armády měly nepřímý vliv na rozhodnutí příslušníků Hamásu zabít v srpnu 2024 6 rukojmí. Jejich těla byla nalezena v září v jednom z tunelů v Pásmu Gazy.
Podle představitelů OSN a USA Izrael nedokázal zakročit proti ozbrojeným gangům útočícím na konvoje s potravinami v Gaze, což v polovině října slíbil, s tím, že tak učiní, aby zlepšil humanitární situaci v enklávě. Izraelské obranné síly nadále soustředily na svůj boj proti Hamásu a podnikly pouze omezené akce proti hrstce gangů operujících v částech Gazy pod izraelskou kontrolou.
Podle IOS izraelské stíhačky zničily raketomet Hamásu umístěný vedle budovy patřící OSN v uprchlickém táboře Šatí v Pásmu Gazy.
Podle palestinského ministerstva zdravotnictví počet osob zabitých v Pásmu Gazy stoupl na 45 338.

### Středa 25. prosince
Síť systému včasného varování před hladomorem FEWS NET stáhlo svou zprávu upozorňující na přetrvávající hladomor v severní Gaze. Síť bohužel vydala analýzu bez dalšího zkoumání Výborem pro kontrolu hladomoru, spoléhala se na zastaralé odhady populace a na omezení v metodologii založené na dostupnosti dat, řekl mluvčí americké Agentury pro mezinárodní rozvoj.
Ze zdržování dohody o příměří v Pásmu Gazy se navzájem obviňují Izrael a Hamás. Podle Hamásu... si Izrael stanovil nové podmínky týkající se stažení sil, příměří, vězňů a návratu vysídlených osob, což zpozdilo dosažení dohody, která už byla k dispozici. Podle izraelského premiéra B. Netanjahua naopak Hamás... nadále lže, popírá již dosažená ujednání a stále vytváří při vyjednávání potíže. Izrael bude i přesto pokračovat v neúnavném úsilí o navrácení rukojmích. 
.
Podle palestinských zdravotníků 5 lidí bylo zabito a 20 zraněno při útoku na dům ve čtvrti Zajtún v Gaze. V samostatném incidentu bylo zabito 5 novinářů televizního kanálu Al-Quds Today napojeného na Palestinský islámský džihád, když jejich vozidlo bylo zasaženo v blízkosti nemocnice Al-Awda.Podle IOS se nejednalo o novináře, ale  propagandisty PID  zapojených do vytváření a šíření bojové propagandy PID.
Podle palestinského ministerstva zdravotnictví počet osob zabitých v Pásmu Gazy stoupl na 45 361.

### Čtvrtek 26. prosince
Podle ředitele nemocnice Kamal Adwan 5 zaměstnanců bylo zabito při izraelském útoku na toto zařízení. Podle IOS se operativci Hamásu do oblasti vrátili a... nemocnice Kamal Adwan slouží jako bašta teroristů Hamásu v severní Gaze, ze které teroristé operují po celou válku.
Podle IOS byl nedávno v Džabalíji, v Pásmu Gazy zničen 2 km dlouhý tunel. Tunel byl vybaven pro dlouhodobý pobyt operativců Hamásu.
Podle lékařů v Pásmu Gazy zemřela  třítýdenní holčička v jednom ze stanových táborů na podchlazení. Jedná se o 3 dítě, které v posledních dnech zemřelo na podchlazení.
Podle palestinského ministerstva zdravotnictví počet osob zabitých v Pásmu Gazy stoupl na 45 399.
Podle IOS počet izraelských vojáků padlých v Pásmu Gazy stoupl na 393.

### Pátek 27. prosince
Podle Světové zdravotnické organizace (WHO) bylo při ranním náletu na nemocnici Kamal Adván vyřazeno z provozu toto poslední velké zdravotnické zařízení v severní části Pásma Gazy. Počáteční zprávy naznačují, že některá klíčová oddělení byla během útoku spálena a zničena, uvedla WHO v prohlášení. Podle IOS... se nemocnice stala klíčovou pevností teroristických organizací a nadále je používána jako úkryt pro teroristické operativce.
Oblast v okolí Sderotu zasáhla raketa odpálená z Pásma Gazy. Dopad se obešel bez zranění a škod.
Podle palestinského ministerstva zdravotnictví počet osob zabitých v Pásmu Gazy stoupl na 45 436.

### Sobota 28. prosince
Podle prohlášení palestinského ministerstva zdravotnictví zadržela izraelská armáda desítky členů zdravotnického personálu z nemocnice Kamála Advána a odvedla je do detenčního střediska k výslechu, včetně ředitele nemocnice Husáma abú Safíji, kterého podezírá ze spolupráce s hnutím Hamás. Podle IOS izraelské jednotky zasahovaly proti velitelskému centru Hamásu v objektu nemocnice. Vojáci v objektu nemocnice našli zbraně a na místě se dostali pod palbu ozbrojenců, kteří byli následně eliminováni.
V ranních hodinách zahájily izraelské jednotky operaci proti Hamásu v Bajt Hanúnu na severu Pásma Gazy. Krátce před tím izraelské bojové letouny a dělostřelecké síly provedly v oblasti četné údery, které se zaměřily na skupiny operativců Hamásu a místa používaná touto skupinou.
IOS ve svém prohlášení uvedly, že zachytily dva projektily vypálené ze severní části Pásma Gazy směrem na oblasti Jeruzaléma, Negevu a HaShfela.
Izrael popřel tvrzení Hamásu, že založil požár v nemocnici Kamal Adván. Podle izraelských představitelů k požáru došlo až poté, co izraelští vojáci nemocnici opustili. Palestinské ministerstvo zdravotnictví vydalo zprávu, že ředitel nemocnice Kamal Adván Hussama Abú Safíja byl IOS zatčen. Ten později tuto zprávu na sociálních sítích popřel.
Podle palestinského ministerstva zdravotnictví počet osob zabitých v Pásmu Gazy stoupl na 45 484.

### Neděle 29. prosince
Podle zprávy izraelského ministerstva zdravotnictví, která má být předložena Organizaci spojených národů sestavená ze svědectví rukojmích, kteří byli propuštěni na základě dohody z listopadu 2023, a těch, kteří byli zachráněni izraelskými silami, podrobně popisuje, jak byli páleni a biti, hladověli a ponižováni včetně toho, že dva izraelští dospívající rukojmí byli nuceni provádět na sobě sexuální akty a jejich věznitelé je sexuálně zneužívali.
IOS nařídily všem obyvatelům, kteří zůstali v Bajt Hanúnu, aby  opustili město, s poukazem na raketovou palbu palestinských militantů z této oblasti. Většina oblasti kolem měst Bajt Hanún, Džabalíj a Bajt Lahíja byla vyčištěna od lidí a srovnána se zemí, což vyvolalo spekulace, že Izrael má v úmyslu ponechat si tuto oblast jako uzavřenou nárazníkovou zónu i po skončení bojů v Gaze.
Podle IOS izraelské letectvo zasáhlo v objektu bývalé nemocnice v Gaze skupinu operátorů Hamásu a objekt využívali jako velitelské centrum. Podle palestinských médií při útoku zahynulo nejméně 7 osob a další byli zraněni.
Podle IOS a Šin bet bylo v sérii operací a náletů v severní části Pásma Gazy minulý měsíc eliminováno 14 členů Hamásu, včetně 6, kteří se podíleli na útoku ze 7. října.
IOS ve svém prohlášení uvedly, že ukončily operaci v nemocnici Kamal Adván a při které zabily 19 operativců Hamásu. Ti dle IOS používali zdravotnické zařízení jako úkryt před izraelskými útoky. Podle palestinského ministerstva zdravotnictví bylo během izraelské operace zabito 50 osob,  včetně nemocničního personálu.
Podle palestinského ministerstva zdravotnictví počet osob zabitých v Pásmu Gazy stoupl na 45 514.
Podle IOS počet izraelských vojáků padlých v Pásmu Gazy stoupl na 394.

### Pondělí 30. prosince
Podle prohlášení IOS bylo při nočních bojích v Džabalíji, na severu Pásma Gazy zabito... mnoho desítek teroristů střelbou a ostřelováním z tanků.
Podle ministerstva palestinské samosprávy pro zadržované a Klub palestinských vězňů zemřelo v poslední době v izraelských věznicích 5 palestinských vězňů. Podle Amaniho Sarahna, mluvčího Klubu vězňů, 2 zemřeli v neděli 29. prosince, zatímco zbývající 3 zemřeli již dříve. Podle těchto dvou organizací zemřelo v izraelských věznicích od začátku války v Gaze 54 palestinských vězňů.
Hamás odmítl izraelský požadavek na zařazení dalších 11 mužů na seznam osob, které mají být propuštěny v první fázi jakékoli dohody o příměří. Hamás místo toho nabídl propuštění 22 živých rukojmích a 12 těl v první fázi. Postoj Hamásu souvisí s tím, že všechny izraelské muže v bojovém věku považuje automaticky za vojáky.
K ukončení útoků na nemocnice v Gaze vyzval Šéf Světové zdravotnické organizace (WHO) Tedros Adhanom Ghebreyesus. Nemocnice v Gaze se opět staly bojištěm a zdravotnický systém je vážně ohrožen, uvedl Ghebreyesus.
Podle palestinského ministerstva zdravotnictví počet osob zabitých v Pásmu Gazy stoupl na 45 541.
Podle IOS počet izraelských vojáků padlých v Pásmu Gazy stoupl na 395.

### Úterý 31. prosince
Podle IOS a Šin bet byl v nedávné době při útoku bezpilotním prostředkem v Chán Júnisu zabit Abd al-Hadi Sabah, velitel čety Nukba z praporu Hamásu pro západní Chán Júnis. Sabah vedl 7. října 2023 útok na kibuc Nir Oz.
Šin bet se oficiálně přihlásila k odpovědnosti za atentát na bývalého zástupce šéfa Hamásu Saleha al-Arúriho v Libanonu. Arúri byl zabit 2. ledna 2024 spolu se čtyřmi vůdci vojenského křídla hnutí Brigád Kásám při útoku izraelského bezpilotního letounu na jižní předměstí Bejrútu Dahíja.
Podle šéfa organizace UNRWA Philippe Lazzariniho bylo od začátku války bylo v jejích krytech, kde hledali ochranu zabito nejméně 745 lidí a více než 2 200 zraněno. Zaznamenáno téměř 650 incidentů proti budovám a zařízením patřícím agentuře a více než dvě třetiny jejích budov a škol byly poškozeny nebo zničeny. Zabito 258 zaměstnanců UNRWA a nejméně 20 jich je v izraelských zadržovacích střediscích. Izrael ve svém prohlášení uvedl, že Hamás a další palestinské ozbrojené skupiny používaly zařízení UNRWA.
Izraelská bezpečnostní služba Šin bet uvedla, že během roku 2024 zatkla v Gaze přibližně 2 500 Palestinců, z nichž 650 bylo vyslechnuto. Agentura uvedla, že výslechy umožnily Izraeli získat 9 těl rukojmích, kteří byli uneseni a odvezeni do Gazy během útoku Hamásu 7. října 2023.
Podle zprávy Úřadu OSN pro lidská práva izraelské útoky na nemocnice v Pásmu Gazy a v jejich blízkosti zanechaly zdravotní péči na palestinském území na pokraji kolapsu. Izraelský vzorec smrtících útoků na nemocnice v Gaze a v jejich blízkosti a související boje dotlačily zdravotnický systém na pokraj totálního kolapsu, což mělo katastrofální dopad na přístup Palestinců ke zdravotní péči a lékařské péči, uvedl úřad OSN pro lidská práva.
Podle IOS byl při dronovém útoku začátkem prosince zabit v Pásmu Gazy Anáš Muhammad Sádí Masrí, který sloužil jako velitel pro severní sektor Pásma Gazy v raketové divizi PID. Masrí byl při útoku 7. října 2023 a během války odpovědný za raketovou palbu PID z Pásma Gazy na izraelské pohraniční komunity a za velení operativcům, kteří útoky prováděli.
Během ozbrojeného útoku na humanitární konvoj v Pásmu Gazy byli zabiti 2 lidé, uvedla ve svém prohlášení organizace Světový potravinový program (WFP). Hamás v následném prohlášení učinil... WFP plně zodpovědnou za incident, ke kterému došlo vlivem katastrofální chyby ze strany WFP.